# Трофимово (Солигаличское сельское поселение)
Трофимово — деревня в Солигаличском муниципальном округе Костромской области. Входит в состав Солигаличского сельского поселения.

## География
Находится в северо-западной части Костромской области на расстоянии приблизительно 23 км на северо-восток по прямой от города Солигалич, административного центра района.

## История
В 1907 году здесь было учтено 15 дворов. До 2018 года входила в состав Куземинского сельского поселения.

## Население
Постоянное население составляло 62 человека (1897 год), 91 (1907), 4 в 2002 году (русские 100 %), 1 в 2022.